# Толстоганова, Виктория Викторовна
Викто́рия Ви́кторовна Толстога́нова (род. 24 марта 1972, Москва, РСФСР, СССР) — российская актриса театра, кино, телевидения и дубляжа, телеведущая. Лауреат премии Правительства Российской Федерации 2005 года в области культуры.

## Биография
Родилась 24 марта 1972 года в Москве в семье инженера и преподавательницы английского языка. У Виктории три младшие сестры.
В школьные годы поступила в Театр юных москвичей (ТЮМ) при Дворце пионеров на Ленинских горах, где профессионально занималась театральным искусством.
После окончания средней школы три года подряд пыталась поступить в театральный ВУЗ. В 1992 году Виктория прошла отбор одновременно во ВГИК и в ГИТИС. Её выбор пал на ГИТИС, училась на курсе Народного артиста РСФСР, профессора Леонида Ефимовича Хейфеца, где прошла традиционную школу русского психологического театра. В 1996 году окончила институт. Ещё будучи студенткой, была приглашена в труппу Московского драматического театра имени К. С. Станиславского, где прослужила до середины 2000-х годов. С 2019 года сотрудничает с Московским театром «Современник», позже вошла в труппу театра.
В кино дебютировала в 1997 году, сыграв главную роль в короткометражном художественном фильме режиссёра Романа Хруща «Дневная обязанность». Впоследствии, играла во множестве фильмов и сериалов, в их числе: «Ландыш серебристый», «Магнитные бури», «Движение вверх» и «Медиатор». В конце апреля 2022 года в российский прокат вышел триллер Ладо Кватании «Казнь», в котором Виктория исполнила одну из главных ролей. Также в фильме сыграли Нико Тавадзе, Евгений Ткачук и Аглая Тарасова.

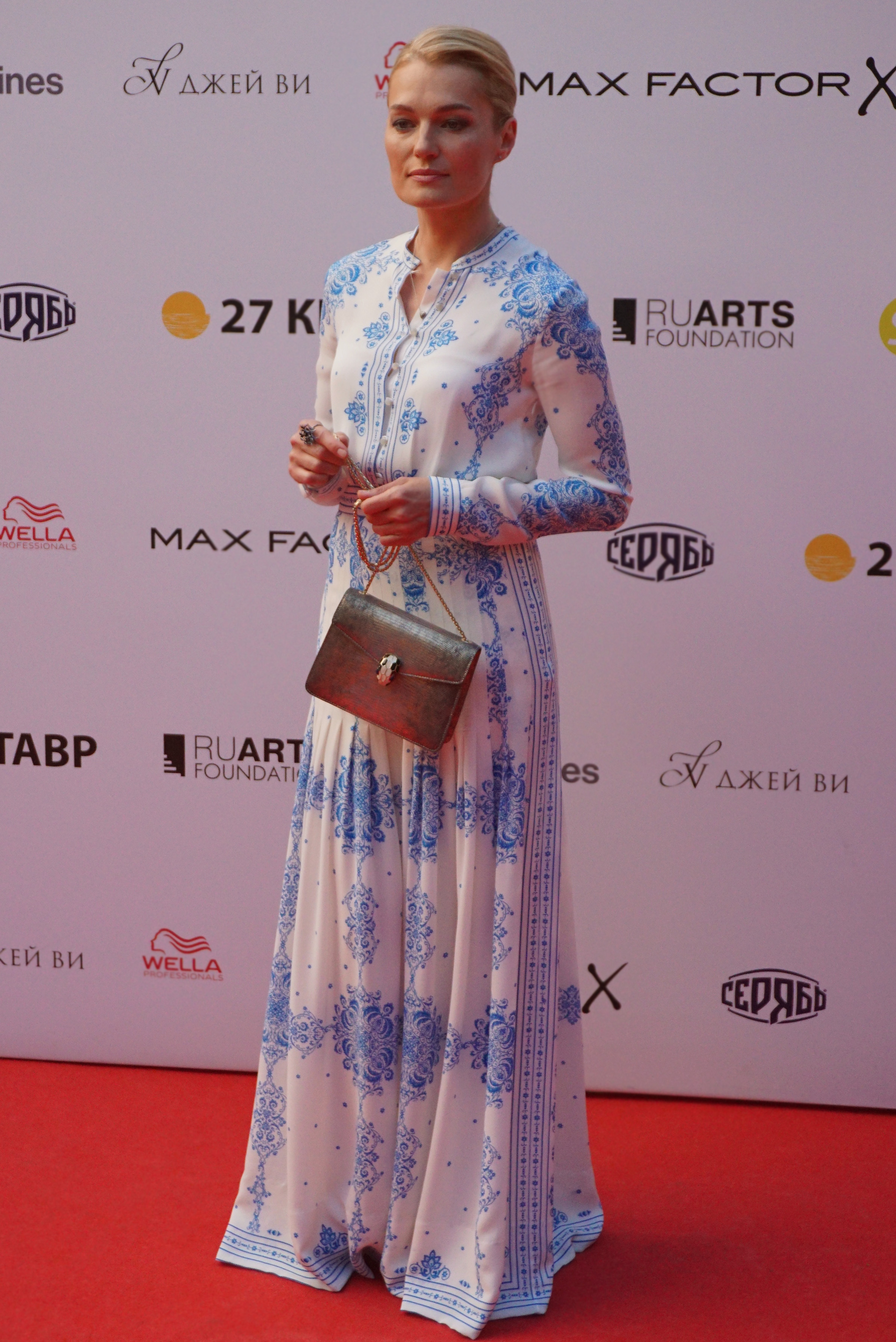
На кинофестивале «Кинотавр» в Сочи, 2016 год.

### Личная жизнь
- Первый муж — Андрей Кузичев (род. 1970), актёр[3]. Прожили в браке 15 лет (1996 — 2011)[7].
  - Дочь — Варвара Кузичева (род. 26 июля 2005)
  - Сын — Фёдор Кузичев (род. 2008)[8]
- Второй муж — Алексей Агранович, актёр, режиссёр, продюсер
  - Сын — Иван Агранович (род. 2011)[9]

## Творчество

### Работы в театре
- «Мы начинаем новую жизнь, или Полонез Огинского» (постановка — Иосиф Хейфиц)
- «Маскарад» (постановка — Виктор Шамиров)
- «Хлестаков» (постановка — Владимир Мирзоев)
- «Двенадцатая ночь» (постановка — Владимир Мирзоев)
- «Шопинг & Факинг» (Центр драматургии и режиссуры под руководством Алексея Казанцева и Михаила Рощина)
- «Борис Годунов» (проект Деклана Доннелана)
- «Пластилин» (постановка — Кирилл Серебренников)
- «Укрощение строптивой» (постановка — Владимир Мирзоев)
- «Метод Грёнхольма» (режиссёр — Явор Гырдев, Театр наций)
- «Far Away» (режиссёр — Михаил Угаров, театр «Практика»)
- «Папа» (режиссёр — Евгений Арье, театр «Современник»)
- «Это всё она» (режиссёр — Данил Чащин, постановка театрального агентства «Арт-Партнёр»)

### Фильмография
| Год  |     | Название                                         | Роль |
| ---- | --- | ------------------------------------------------ | --- |
| 1997 | ф   | Учительница первая моя, или Мальчишник по-русски | эпизод |
| 2000 | ф   | Ландыш серебристый                               | девушка |
| 2000 | с   | Остановка по требованию                          | Люся |
| 2002 | ф   | Башмачник                                        | Алиса, жена «нового русского» по прозвищу «Пухлый»                                                                |
| 2002 | ф   | Антикиллер                                       | Тамара, проститутка                                                                                               |
| 2002 | ф   | Раскалённая суббота                              | Вера, жена депутата Госдумы Дмитрия Земцова                                                                       |
| 2002 | ф   | Лунные поляны                                    | Елизавета |
| 2002 | ф   | Дневник камикадзе                                | Лариса |
| 2003 | ф   | Гололёд                                          | Она, успешный адвокат                                                                                             |
| 2003 | ф   | Ангел на дорогах                                 | Света |
| 2003 | с   | На безымянной высоте                             | Ольга Позднеева, снайпер, бывшая чемпионка по стрельбе                                                            |
| 2003 | ф   | Подари мне жизнь                                 | Рита, фотомодель                                                                                                  |
| 2003 | ф   | Магнитные бури                                   | Марина |
| 2004 | с   | Московская сага                                  | Тася Пыжикова, походно-полевая жена генерала Никиты Градова                                                       |
| 2004 | кор | Целый завтрашний день                            | Анна |
| 2004 | тф  | Игры взрослых девочек                            | Женя Манохина, жена Виталия                                                                                       |
| 2005 | ф   | Побег                                            | Ирина Ветрова, жена Евгения Ветрова                                                                               |
| 2005 | ф   | Мужской сезон: Бархатная революция               | жена Вершинина |
| 2006 | с   | Грозовые ворота                                  | Валя, жена майора Егорова                                                                                         |
| 2006 | кор | Письмо                                           | Шура, жена Степана                                                                                                |
| 2007 | ф   | Май                                              | Виктория |
| 2007 | ф   | Ветка сирени                                     | Наталья Александровна Сатина, жена Сергея Рахманинова                                                             |
| 2007 | ф   | Натурщица                                        | Софья Пшибышевская                                                                                                |
| 2007 | ф   | Королёв                                          | Ксения Максимилиановна Винцентини, жена С. П. Королёва                                                            |
| 2007 | тф  | Снежный ангел                                    | Майя |
| 2008 | тф  | Месть                                            | Нина, вдова, мать Полины                                                                                          |
| 2008 | тф  | Вторжение                                        | Наталья Новицкая, психолог МЧС России                                                                             |
| 2009 | док | Гоголь. Прощальная повесть                       | Имя персонажа не указано                                                                                          |
| 2009 | ф   | Блудные дети                                     | Лидия Морозова |
| 2009 | тф  | Материнский инстинкт                             | Мария Бойкова |
| 2010 | с   | Столица греха                                    | Ольга Валерьевна, помощница Ромео                                                                                 |
| 2010 | ф   | Утомлённые солнцем 2: Предстояние                | Маруся, жена Сергея Котова                                                                                        |
| 2010 | с   | Семейный дом                                     | Евгения Алексеевна Соколова, хозяйка семейного дома                                                               |
| 2010 | ф   | Кто я?                                           | Оксана, журналист                                                                                                 |
| 2010 | тф  | Я не я                                           | Лена, жена Сергея Неделина                                                                                        |
| 2010 | ф   | Найди меня                                       | Наталья Александровна Кузовлёва, жена Юрия, мать Алисы                                                            |
| 2011 | ф   | Утомлённые солнцем 2: Цитадель                   | Маруся, жена Сергея Котова                                                                                        |
| 2011 | ф   | Баллада о бомбере                                | Елизавета Бодина, вдова                                                                                           |
| 2011 | с   | Немец                                            | Катя Зайцева |
| 2011 | тф  | Лесное озеро                                     | Тоня Столярова |
| 2012 | ф   | Шпион                                            | Ираида Петракович                                                                                                 |
| 2012 | ф   | Случайные знакомые                               | Вера |
| 2013 | с   | Второе дыхание                                   | Мария Владимировна Шевелёва, физик                                                                                |
| 2013 | с   | Департамент                                      | Лидия Сергеевна, психолог                                                                                         |
| 2014 | с   | Вдова                                            | Полина Воронцова, вдова                                                                                           |
| 2014 | с   | Обнимая небо                                     | Марина Евгеньевна Луговая, мать Жени                                                                              |
| 2014 | с   | Палач                                            | лже-Раиса Ивановна Яковлева / Антонина Григорьевна Малышкина, «Тонька-пулемётчица» (прототип — Антонина Макарова) |
| 2015 | с   | Бульварное кольцо                                | Надя |
| 2015 | с   | Следователь Тихонов                              | Анастасия Михайловна Тихонова, модельер Московского дома моделей одежды, жена следователя Станислава Тихонова     |
| 2015 | с   | Медсестра                                        | Анна Виталс, старшая медсестра городской больницы                                                                 |
| 2016 | ф   | Чемпионы: Быстрее. Выше. Сильнее                 | мать гимнастки Светланы Хоркиной                                                                                  |
| 2016 | с   | Пьяная фирма                                     | Галина Юрьевна |
| 2017 | с   | Жена полицейского                                | Валерия Николаевна Валецкая (Лера), жена начальника опергруппы районного отдела полиции                           |
| 2017 | с   | Отчий берег                                      | Людмила Семёновна Кацер                                                                                           |
| 2017 | ф   | Движение вверх                                   | Ксения Гаранжина, супруга главного тренера мужской сборной СССР по баскетболу Владимира Гаранжина                 |
| 2017 | ф   | Родительская суббота                             | Надя |
| 2018 | с   | Посольство                                       | Анна Прокофьева                                                                                                   |
| 2018 | ф   | Выше неба                                        | мама |
| 2019 | ф   | Гроза                                            | Кабаниха |
| 2020 | с   | Колл-центр                                       | Глория Полянская                                                                                                  |
| 2020 | с   | Чики                                             | мама Марины |
| 2020 | ф   | На дальних рубежах                               | Мария Лескова |
| 2020 | кор | Прыжок                                           | Таня |
| 2020 | с   | Мёртвые души                                     | Феодулия Ивановна, жена Собакевича                                                                                |
| 2020 | с   | Женское дело                                     | Ирина Макарова |
| 2021 | с   | Полёт                                            | Елизавета Владимировна                                                                                            |
| 2021 | с   | Медиатор                                         | Анна Александровна Ларина                                                                                         |
| 2021 | с   | Чиновница                                        | Арина Алфёрова |
| 2021 | с   | В Бореньке чего-то нет                           | второй режиссёр Инна                                                                                              |
| 2021 | с   | Седьмая симфония                                 | Ольга Берггольц                                                                                                   |
| 2021 | кор | Московская горка                                 | Ольга |
| 2021 | ф   | Капитан Волконогов бежал                         | вдова Штайнер |
| 2021 | кор | Непреднамеренная терапия                         | Марина |
| 2022 | ф   | Казнь                                            | Надежда |
| 2021 | с   | Содержанки-3                                     | Психолог |
| 2022 | с   | Уголь                                            | Полина Макарова                                                                                                   |
| 2022 | с   | The Тёлки                                        | Женя, председатель кредитного отдела банка                                                                        |
| 2022 | с   | Капкан на судью                                  | Наталья Николаевна Нестерова                                                                                      |
| 2022 | с   | Пансион                                          | Ольга Николаевна Захарова                                                                                         |
| 2022 | ф   | Саша                                             | Елена |
| 2023 | ф   | Край надломленной луны                           | мама |
| 2023 | ф   | Волны                                            | Вера |
| 2023 | с   | Чёрное облако                                    | мама Оли |
| 2023 | с   | Цикады                                           | Нина Витте, директор школы, мать Лены                                                                             |
| 2023 | с   | Преступление и наказание                         | Катерина Ивановна Мармеладова                                                                                     |
| 2024 | ф   | Вера                                             | Вера |
| 2024 | с   | Дайте шоу                                        | Дина |
| 2025 | ф   | Знакомство родителей                             | Имя персонажа не указано                                                                                          |

## Признание

### Государственные награды
- 2005 — лауреат премии Правительства Российской Федерации 2005 года в области культуры — за роль Марины в художественном фильме «Магнитные бури»[1].

### Награды и номинации
- 2002 — приз «За лучший дебют» Международного Фестиваля актёров кино «Созвездие» Гильдии актёров кино России — за роль Веры Земцовой в художественном фильме «Раскалённая суббота»[10].
- 2003 — лауреат молодёжной премии «Триумф[2]».
- 2003 — номинация на премию «Золотой орёл» за лучшую женскую роль второго плана (фильм «Антикиллер»)
- 2004 — номинация на премию «Ника» за лучшую женскую роль (фильм «Магнитные бури»)
- 2004 — номинация на премию «Золотой орёл» за лучшую женскую роль в кино (фильм «Магнитные бури»)
- 2013 — лауреат российской кинопремии «Золотой орёл» «За лучшую женскую роль второго плана» за 2012 год — за роль Ираиды Петракович в художественном фильме «Шпион»
- 2016 — лауреат российской кинопремии «Золотой орёл» «За лучшую женскую роль на телевидении» за 2015 год — с лже-Раисы («Тоньки-пулемётчицы») в телесериале «Палач»
- 2019 — приз за лучшую женскую роль (фильм «Выше неба», реж. Оксана Карас) на XXX Открытом российском кинофестивале «Кинотавр» в Сочи[11][12]
- 2021 — диплом «За лучшую главную женскую роль» Международного кинофорума «Золотой Витязь» — за роль Марии в фильме «На дальних рубежах»[13].